# Nola usambai
Nola usambai is een vlinder uit de familie visstaartjes (Nolidae). De wetenschappelijke naam van deze soort is voor het eerst geldig gepubliceerd in 2009 door Fibiger & Legrain.
De soort komt voor in tropisch Afrika.